# Left Unity
Left Unity (deutsch: Linke Einheit) ist eine linksgerichtete Partei im Vereinigten Königreich, die 2013 vom Sozialaktivisten und Filmregisseur Ken Loach gegründet wurde. Loach begründete die Entscheidung, die Partei zu gründen mit der aus seiner Sicht mangelnden Abgrenzung der Labour Party gegenüber dem Sparkurs der konservativen Regierung.

## Politik
Left Unity bezeichnet sich selbst als antikapitalistische Partei, die jedwede Form der Austeritätspolitik, „die die Masse der Werktätigen, der Alten, der Jungen und der Kranken dazu bringt, für eine systemische Krise des Kapitalismus aufzukommen“, entschieden ablehnt. Parteigründer Ken Loach nannte das Ziel, eine erfolgreiche politische Kraft links der Labour Party aufzubauen. Bereits bestehende linke Parteien wie die Green Party of England and Wales oder Plaid Cymru kritisierte er als zu sozialdemokratisch.
Als sozialistische Partei setzt sich Left Unity für die Verstaatlichung aller öffentlichen Güter, Schulen und Krankenhäuser ein. Vollbeschäftigung will Left Unity durch Arbeitszeitverkürzungen sowie höhere Ausgaben für sozialen Wohnungsbau und Infrastruktur erreichen. Sie befürwortet LGBT-Rechte und tritt für Geschlechterparität ein.
Weitere Forderungen sind die Anhebung des gesetzlichen Mindestlohns, die Abschaffung aller Einwanderungskontrollen sowie der Ausstieg aus fossilen Energieträgern.

## Haltung zur Europäischen Union
Obwohl Left Unity in der Vergangenheit teils scharfe Kritik an der Europäischen Union übte und sie 2015 sogar als „reaktionäre, nicht reformierbare Institution gegen die Arbeiterklasse“ bezeichnete, setzte sich die Partei im Zuge des EU-Mitgliedschaftsreferendum im Vereinigten Königreich 2016 für einen Verbleib des Vereinigten Königreichs in der EU ein. Begründet wurde dies damit, dass ein Votum für den Austritt aus der Europäischen Union nur fremdenfeindlichen Kräften wie UKIP oder dem rechten Flügel der Tories in die Hände spielen würde.
Left Unity zeigt sich offen gegenüber einem zweiten Referendum und unterstützte die mittlerweile aufgelöste People‘s Vote-Kampagne, die sich für eine Abstimmung über das finale Brexit-Abkommen einsetzte.

## Wahlen
Zu den Unterhauswahlen 2015 trat Left Unity mit zehn Kandidaten an, verfehlte den Einzug ins Unterhaus aber in allen Wahlkreisen deutlich. In Vauxhall entfielen lediglich 188 Stimmen auf die Partei, was einem Stimmenanteil von 0,4 Prozent entspricht.
Zu den Unterhauswahlen 2017 und den Unterhauswahlen 2019 rief Left Unity zur Wahl von Jeremy Corbyn und der Labour Party auf.